# Odeon (Plattenlabel)

Logo

Odeon ist der 1903 ins Berliner Handelsregister eingetragene Markenname der von dem US-Amerikaner Frederick M. Prescott im Stadtteil Weißensee im selben Jahr gegründeten International Talking Machine Company zur Produktion von Grammophonen und Schallplatten.

## Geschichte
Der Name wurde von Prescott, der zuvor Geschäftsführer der International Zonophone Company in Berlin gewesen war, und seinem Prokuristen Richard Seligsohn mit Rücksicht auf die französischen Kapitalgeber, die Musikinstrumentenbauer Charles und Jacques Ullmann gewählt und bezieht sich auf das berühmte Pariser Odeon-Theater. Charakteristisches Merkmal des je nach Preisklasse andersfarbigen Etiketts war der „Odeon-Tempel“.

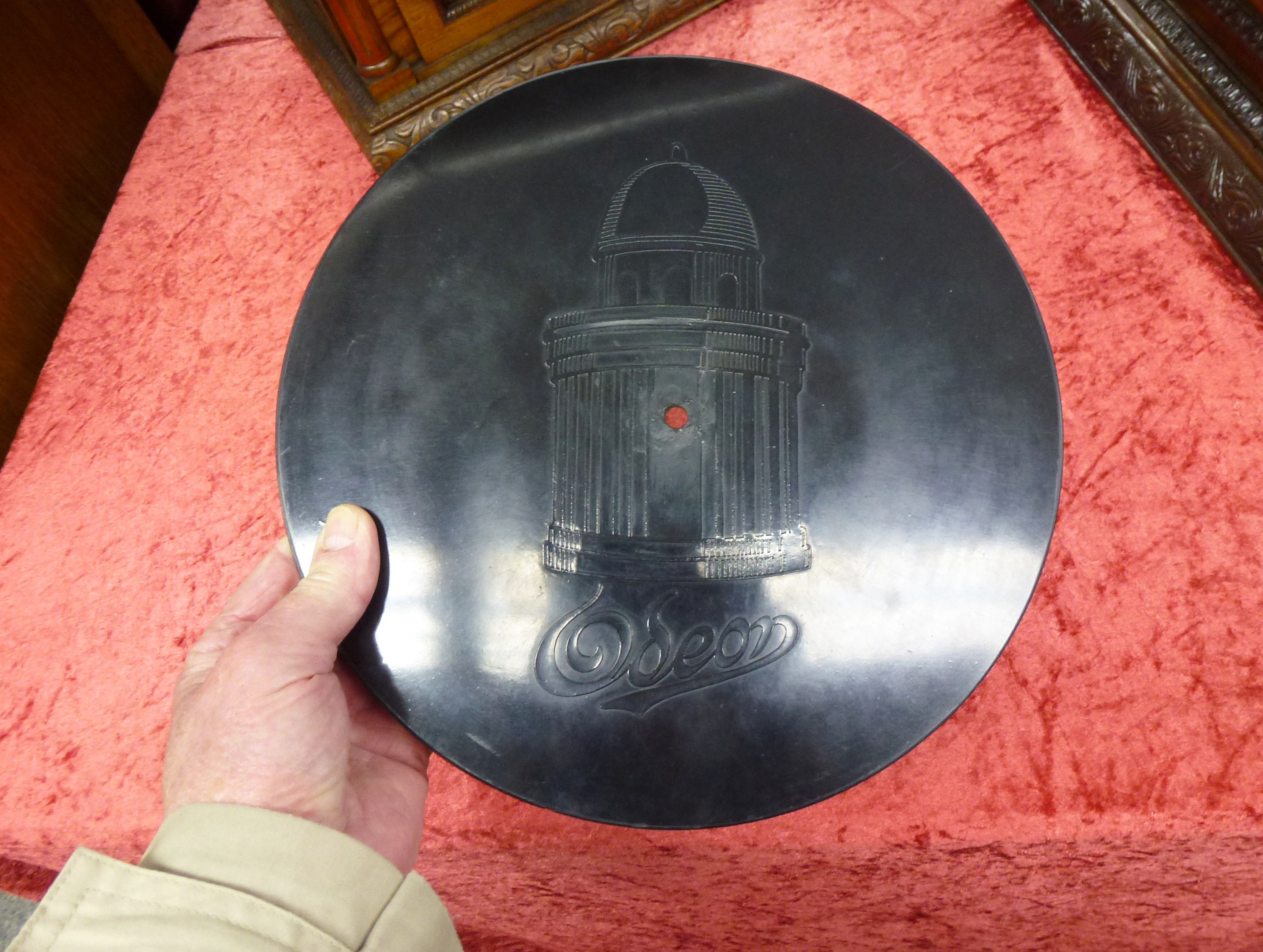
Einseitig bespielte Odeon-Platte im Phonomuseum „Alte Schule“

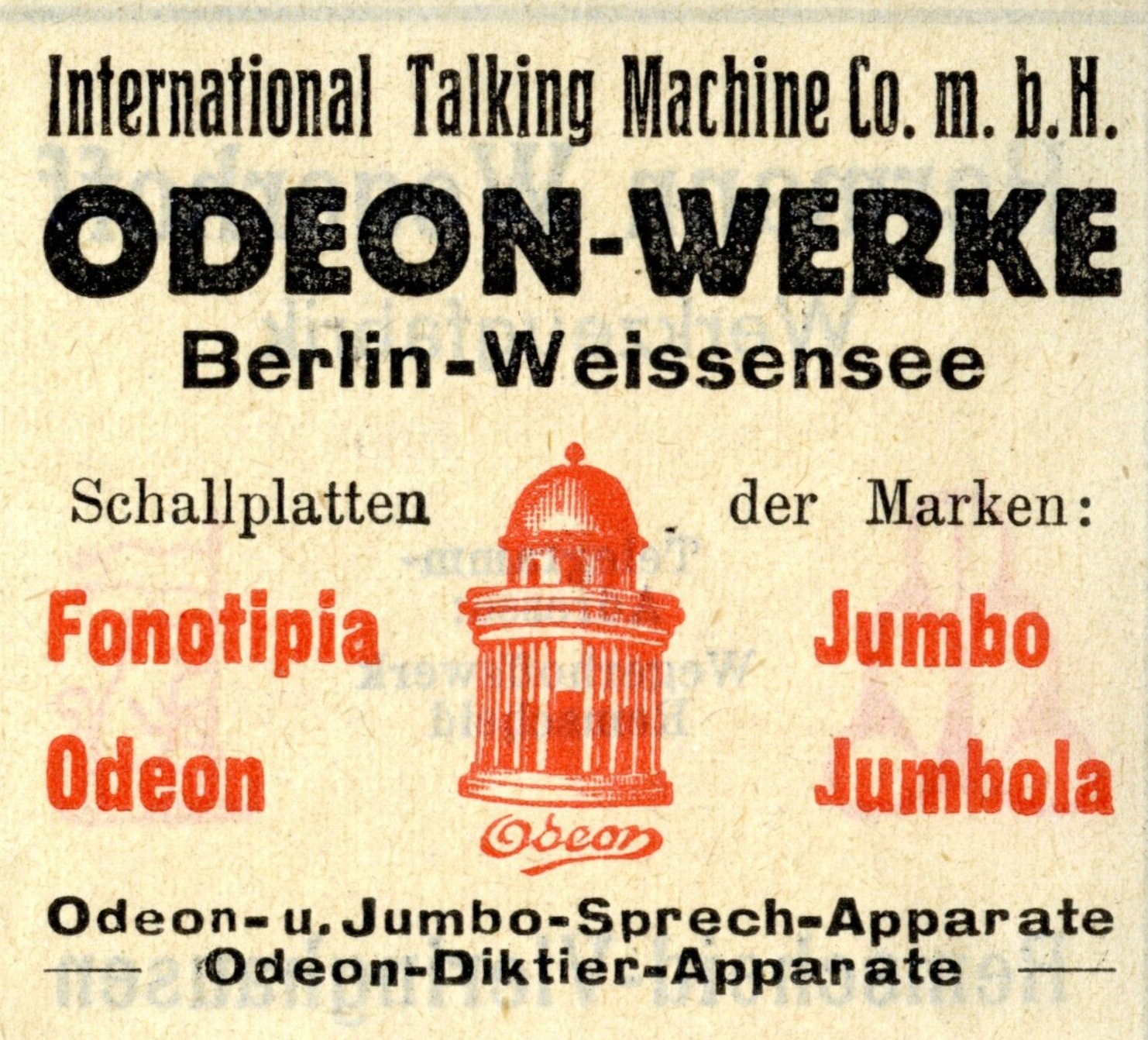
Werbeanzeige um 1912 für die Marken Fonotipia, Jumbo, Odeon, Jumbola sowie Sprech- und Diktierapparate

Das Unternehmen brachte 1904 die erste zweiseitig spielbare Platte heraus, für die es vergeblich Exklusivrechte durchzusetzen suchte, und vergrößerte die Schallplatten von 18 Zentimetern auf Durchmesser von 25 und 30 Zentimetern. Dadurch wurden Spieldauern von bis zu fünfeinhalb Minuten erreicht. Odeon entwickelte sich zu einem der Hauptakteure auf dem internationalen Schallplattenmarkt und vertrieb auch Aufnahmen mit außereuropäischer Musik. Bereits im Gründungsjahr bereiste Toningenieur John Daniel Smoot Nordafrika, Griechenland und die Türkei, um dort Aufnahmen zu machen. Exkursionen nach Lateinamerika und Indien folgten. 1906 verzeichnete das Odeon-Repertoire 11.000 Titel mit „Weltmusik“.
Zur International Talking Machine Company gehörten neben Odeon auch die Marken Fonotipia, Jumbo und Jumbola. Weil Produktpiraten die Platten kopierten, indem sie auf galvanischem Wege Presswerkzeuge abnahmen, schützte die International Talking Machine Company ihre Plattenmarken mit einem Kunstgriff: Etwa in der Mitte jeder Platte schnitt sie eine Rille mit größerem Abstand. So waren Odeon- und andere Platten schon äußerlich zu unterscheiden.
Zu den bekanntesten Künstlern, die das auch „Odéon-Grammophon-Gesellschaft“ genannte Unternehmen unter Vertrag nahm, zählt der Tenor Richard Tauber, die Sopranistin Amalia Carneri, Zarah Leander und Leo Fuld, der Kaiser von das Jiddischer Lied. Die Comedian Harmonists brachten ihre ersten Platten bei Odeon heraus, bevor sie mit der Electrola einen Exklusivvertrag schlossen. 1911 wurde das Unternehmen eine Tochtergesellschaft der Carl Lindström AG, die ihrerseits schließlich im EMI-Konzern aufging. Odeon blieb jedoch als eigene Marke bis zum Ende der Schallplatte als Massentonträger erhalten. Auch die Beatles erschienen zeitweilig mit dem Odeon-Label.

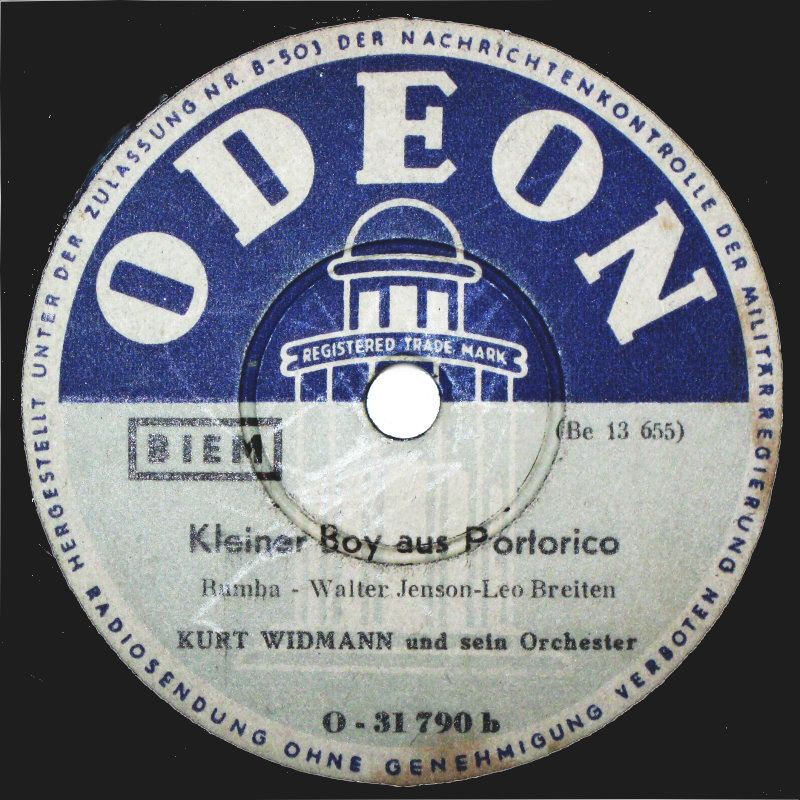
Odeon31790-Kleiner Boy aus Porto Rico von Walter Jenson, Orchester-Kurt Widmann, Berlin 1949

Im Oktober 2018 wurde das Label mit dem Album-Release Randale & Hurra der Band Querbeat wieder neu belebt.

### Odeon Swing Music Series
Das Musiklabel Odeon veröffentlichte im Jahre 1938 eine Jazz-Anthologie, die amerikanische Hot- und Sweetaufnahmen der Label Okeh und Parlophone aus den Jahren 1927 bis 1935 umfasste. Einzige Ausnahme waren zwei Titel („Blue Strings“/„Keep Goin’“) des Orchesters Bert Firmin in einer zeitgenössischen britischen Aufnahme. All der „Unerwünschtheit des Swing und der nichtarischen Musik“ zum Trotz startete die Lindström-Gesellschaft in dieser Zeit ihre Reihe, die 91 Platten (bzw. 182 Titel) umfasste. Lindström hatte bereits in den 1920er Jahren mit seiner legendären American Record-Serie amerikanische Jazzmusik veröffentlicht.
Ursprünglich nur für den Export bestimmt, lagen in den führenden Schallplattengeschäften bald Verzeichnisse in Handmatrizenabzug aus, die es interessierten Kunden ermöglichten eine Bestellung aufzunehmen. Allerdings durften die Platten in der Öffentlichkeit, also auch schon beim Kauf im Laden, nicht angehört werden. Die Odeon Swing Music Series war deckungsgleich mit Teilen der britischen Parlophone First New Rhythm Style Series und einzelnen Aufnahmen der Parlophone Second New Rhythym Style Series, teilweise auch der Parlophone 1934 Rhythm Style Series.
Nach Ansicht des Jazzhistorikers Horst Heinz Lange war die Odeon Swing Music Series „die wohl vollendetste reine Jazzaufnahmen-Serie, die in Deutschland jemals auf ‚78er‘-Schellackplatten herausgegeben wurde.“ Die Serie wurde 1937 ins Leben gerufen und war – obwohl zum größten Teil für den Export gepresst – auch in den großen deutschen Schallplattengeschäften erhältlich. Man konnte diese Platten ohne Schwierigkeiten bis zum Kriegsanfang – teilweise auch noch später – in den Läden bestellen, die den für die damalige Zeit typischen Aufdruck trugen:

„Da es sich bei der Swing-Musik um eine außerdeutsche Art der Tanzmusik handelt, haben wir diese Serie nicht in unser deutsches Repertoire aufgenommen. Wir wollen nicht verfehlen, interessierten Kreisen unserer Kundschaft diese Platten zugänglich zu machen. Hierbei sind wir von dem Gedanken ausgegangen, daß der Begriff ‚Swing Music‘ in vielen Kreisen nicht richtig ausgelegt wird und ein Richtigstellen nur an Hand von typischen Plattenbeispielen möglich ist, dafür geben diese Nummern aus dem amerikanischen Repertoire beste Gelegenheit.“

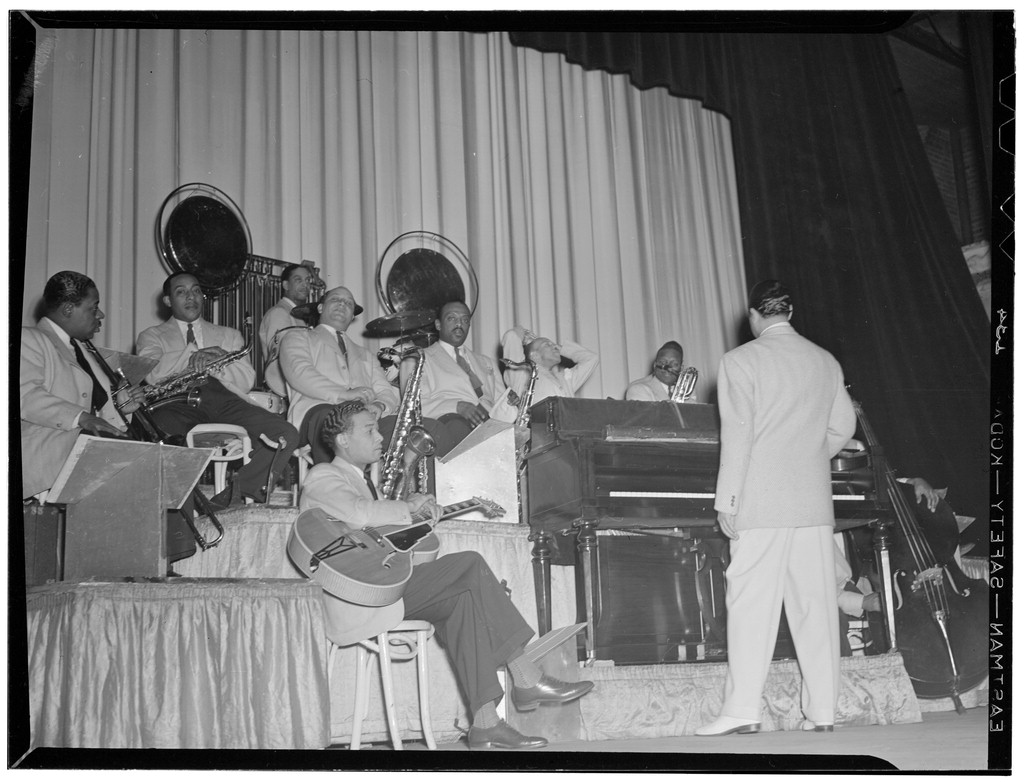
Das Duke Ellington.Orchestra in einer Aufnahme zwischen 1938 und 1948 Foto: William P. Gottlieb

Die Schallplatten wurden in einer Spezialhülle in typisch dunkelrotviolett koloriertem Druck verkauft. Der Entwurf des Berliner Künstlers Kruse (alias Robinson) zeigte eine Wolkenkratzer-Straßenansicht, die eine Assoziation von Swingmusik und modernem Großstadtleben herstellen sollte. Einige Hüllen waren nicht mit dem Aufdruck Swing Music versehen. Die anderen zeigen es in der sogenannten „Deutschen Handschrift“.
Die Reihe begann mit dem „West End Blues“ von Louis Armstrongs Hot Five von 1928, gekoppelt mit „Freeze an’ Melt“ vom Eddie Lang Orchester. Es folgten Aufnahmen von Jimmy und Tommy Dorsey, Earl Hines, der Chocolate Dandies, Duke Ellington, Joe Venuti, Frankie Trumbauer, McKenzies and Condons Chicagoans, Miff Mole, Jack Purvis, Seger Ellis, Luis Russell, Cornell Smelser, „The Harlem Footwarmers“, „O.K. Rhythm Kings“, des Pianisten Jimmy Johnson, Jess Stacy, Jimmie Lunceford, Mildred Bailey, Gene Krupa, Emmett Miller and His Georgia Crackers, Garland Wilson, Bert Firman’s Quintuplets of Swing, Bix Beiderbecke und das Coleman Hawkins Quartett (mit Lady, Be Good 1934).
Die Odeon Swing Music Series veröffentlichte im November 1939 ihren letzten Katalog für Europa. Die fortlaufende A 286.000-Serie der deutschen Odeon endete mit der Bestellnummer A 286.092, mit Since My Best Girl Turned Me Down von Bix Beiderbecke, gekoppelt mit Jubilee von Frankie Trumbauer and His Orchestra. Die Reihe wurde danach nicht fortgesetzt, doch alle Aufnahmen erschienen in späteren Editionen und wurden bis Kriegsende verkauft.
Auf Langspielplatte erschien die „Odeon Swing Music Series“, auf EMI-Electrola in den 1970er Jahren (Vol. 1–13).

## Literatur

Schellackplatte mit Dajos Béla, 1929
Schellackplatte, mit Richard Tauber, 1932
Schellackplatte mit Zarah Leander, 1937
Single mit Earl Bostic, 1954
Single Komm, gib mir deine Hand mit den Beatles, 1964